# Senado municipal
O senado municipal constituía o órgão deliberativo de cada um dos municípios de Portugal, ao abrigo da organização administrativa em vigor entre 1913 e 1936.

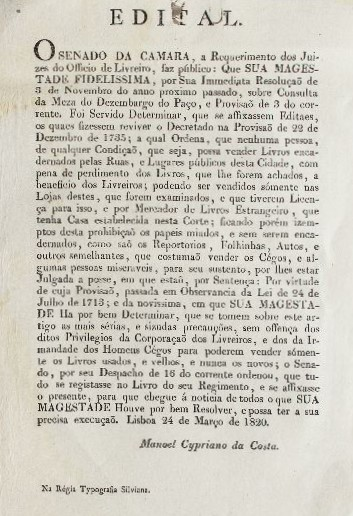
Edital baixado pelo Senado da Câmara de Lisboa em 1820.

A designação "senado da câmara" ou abreviadamente "senado" havia já sido utilizada para designar as câmaras municipais de algumas cidades e vilas mais notáveis de Portugal, antes das reformas administrativas da Monarquia Constitucional, do início do século XIX, que acabaram com os antigos forais e uniformizaram as administrações municipais de todos os concelhos.
O senado municipal foi criado pela Lei n.º 88 de 7 de agosto de 1913, segundo a qual as câmaras municipais passariam a estar divididas em dois órgãos: um deliberativo e outro executivo. O órgão deliberativo era o senado municipal, constituído por vereadores eleitos diretamente pelos eleitores recenseados no respetivo município. Por sua vez, o senado elegia, de entre os seus próprios membros, uma comissão executiva na qual eram delegadas as funções executivas municipais. O conjunto do senado e da comissão executiva formava a câmara municipal.
O senado municipal foi formalmente extinto na sequência da entrada em vigor do Código Administrativo de 1936, que voltou a transformar a câmara municipal num órgão unitário, com funções tanto executivas como deliberativas.
A Constituição da República Portuguesa de 1976 criou a assembleia municipal como órgão deliberativo do município, com competências, assim, muito semelhantes à do antigo senado municipal.

Essa é a Bandeira do Senado da Câmara de São Paulo, uma bandeira que como outras de sua época, era instalada juntamente com a criação de vilas e cidades. Esta é de seda azul com as armas reais no centro, bordadas a seda amarela e branca e ricamente ornamentadas em estilo barroco. Tem franjas e cadarços amarelos.

## No Brasil
O senado da câmara, seguindo as orientações contidas nas Ordenações Manuelinas e Filipinas, era um órgão consultivo, legislativo e judiciário. Atuava como representante dos interesses da população, de sua composição faziam parte os “homens-bons”, isto é, pertencentes à nobreza, ao clero e à milícia, sendo chamados de "oficiais" devido ao fato de cada membro possuir um encargo de ofício.
Em geral, cabia ao senado da câmara preencher muitas funções protegendo a população, advertindo e legislando. Fiscalizava as práticas legais do comércio legislando sobre pesos e medidas a serem usados por diferentes mercadorias. Inspecionava os armazéns, açougues e oficinas de artesãos, sendo que esses profissionais, os vendeiros e açougueiros, deveriam registrar-se anualmente e retirar licenças para negociar. No campo médico, os estabelecimentos dos boticários e suas mercadorias eram regularmente inspecionados. A ética dos profissionais e suas práticas, e o comportamento dos artesãos, médicos, parteiros e sangradores também tinham de ser rigidamente examinados e mantidos pelo senado. Além disso, o Senado organizava todas as funções municipais de natureza cívica e religiosa, celebrando os nascimentos e os casamentos reais, e também financiava e organizava uma parte das festas religiosas.
Em 1711, por Alvará Régio do rei dom João V, a Vila de São Paulo dos Campos de Piratininga foi elevada à categoria de Cidade, e o Conselho da Câmara passou a se chamar "Senado da Câmara", tendo aumentadas suas atribuições administrativas e coercitivas. Vindo a ser um dos senados municipais mais emblemáticos do Brasil Colônia, ao lado dos senados das câmaras da Bahia, elevando o então Conselho de Vereança da Bahia por Alvará Régio de 22 de março de 1646, e do Senado da Câmara do Rio de Janeiro, elevado por Decreto Régio em 1757.
No Brasil ainda houve o Senado da Câmara de Vila Rica, como também os senados das câmaras das Vilas de Sabará, Pintangui, São João del-Rei, Vila do Príncipe, Vila Nova da Rainha, Vila de São José, do Senado da Câmara da Cidade de Mariana, entre outros.
A figura do Senado Municipal é tratado até hoje no Brasil como uma conquista ao municipalismo, de igual forma o extinto Senado Estadual o foi no auge do federalismo brasileiro.

## Em Macau

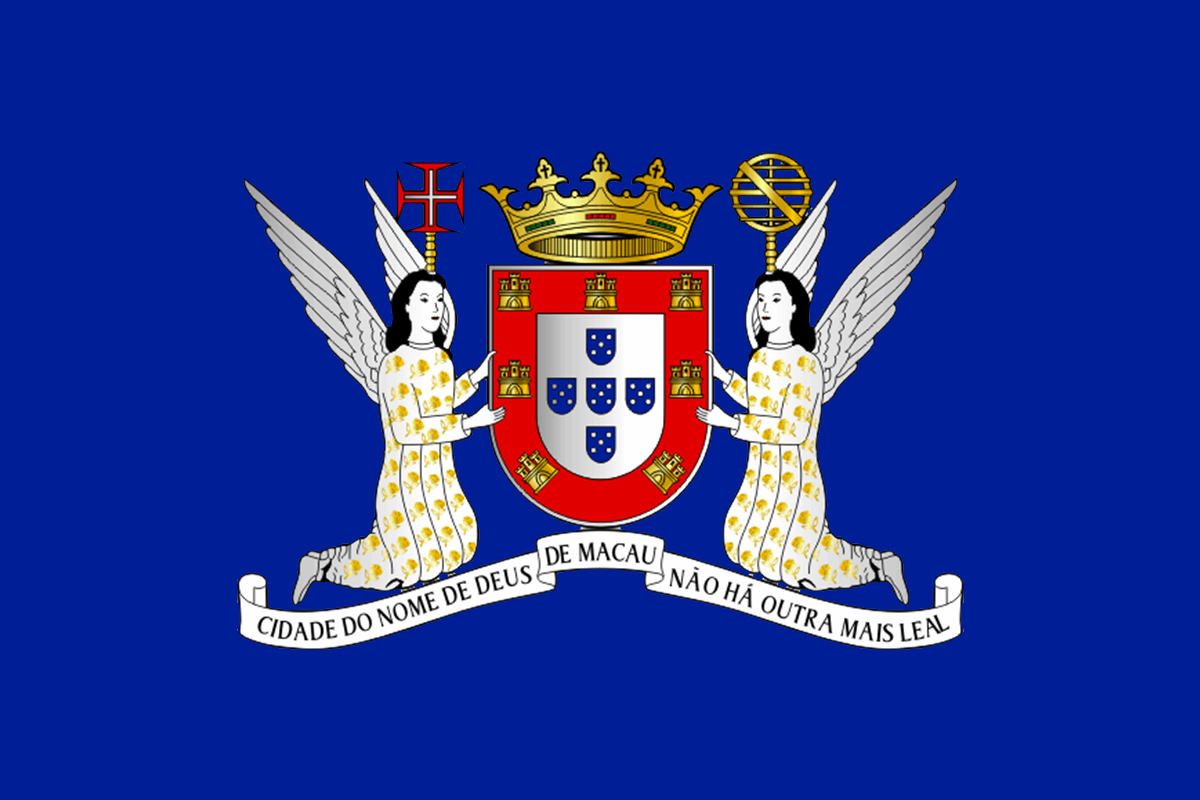
A designação "Leal Senado" deriva do nome oficial de Macau durante o período da administração portuguesa ("Cidade do Santo Nome de Deus de Macau, Não Há Outra Mais Leal"),

Até à Transferência da soberania de Macau de Portugal para a República Popular da China a 20 de dezembro de 1999, a câmara municipal do concelho de Macau manteve o título honorífico especial de "Leal Senado". Após a transferência, o Leal Senado passou a designar-se "Câmara Municipal de Macau Provisória" até ser abolido a 31 de dezembro 2001, sendo substituído pelo Instituto dos Assuntos Cívicos e Municipais.
Em 1583, foi criada a Câmara dos Vereadores de Macau. Esta câmara municipal foi agraciada e elevada ao título de "Leal Senado da Câmara da Cidade de Macau", concedido pelo Rei D. João IV de Portugal, em 1654, como recompensa à lealdade da população da cidade a Portugal, durante a ocupação filipina. Macau foi o único ponto de todos os territórios portugueses, metropolitanos e ultramarinos que nunca içou a bandeira espanhola. Mas, o título "Leal Senado" só foi oficialmente atribuído pelo Rei D. João VI a esta câmara municipal no ano de 1810, como recompensa à vitória em 1809 na Batalha da Boca do Tigre contra os piratas chineses de Cam Pau Sai (ou Quan Apon Chay).
O Leal Senado raramente pedia subsídios à Administração Central Portuguesa, dando até algumas vezes ajuda financeira aos outros territórios portugueses do Oriente.

## Na Índia Portuguesa
Característica superavitária possuía também o Senado da Câmara de Goa, na Índia Portuguesa, que, além de administrar fundos dirigidos à manutenção dos muros e fortificações da cidade e à manutenção dos marinheiros e soldados das carreiras das Índias, mostrou-se inúmeras vezes generoso — e interessado — nas expedições de conquista e de sustentação de outras possessões portuguesas no Índico. A Câmara de Goa prontificou-se sempre a socorrer o erário régio permanentemente esgotado, e muitas das armadas guarda-costas nunca se teriam feito ao mar sem as embarcações, os homens e os cabedais fornecidos, na totalidade ou em parte, por aquele senado. Foi o Senado da Câmara de Goa, durante três séculos, uma das principais forças de sustentação do vulnerável Estado Português da Índia, constituindo-se num poderoso elemento de governo e de continuidade frente à grande mobilidade dos Vice-Reis e funcionários régios, substituídos a cada três anos.